# Holland (chanteur)
Pour les articles homonymes, voir Holland.
Dans ce nom coréen, le nom de famille, Go, précède le nom personnel.
Go Tae-seob (hangeul : 고태섭), plus connu sous son nom de scène, Holland (Hangeul : 홀랜드), né le 4 mars 1996 à Daegu, est un chanteur, auteur-compositeur sud-coréen.
Il est connu pour être la première idole de K-pop ouvertement gay.

## Biographie
Holland est le premier chanteur coréen à afficher ouvertement son homosexualité. En 2022, il affirme qu'il est en couple.
Le 22 janvier 2018, il sort son single Neverland qui marque ses débuts en tant que chanteur,.
Il sort le 6 juillet, la chanson I’m Not Afraid et I’m so Afraid le 17 juillet. Ces deux chansons forment les Twin Singles. Le mini-album Holland sort le 31 mars 2019, dévoilant deux nouvelles chansons inédites, Up et Nar_C.
Il sort le 11 décembre 2019, la chanson Loved You Better puis aussi une version instrumentale et une autre version avec Isaac Hong.

## Discographie

### Mini-Album
- Holland (2019)

### Singles
- Neverland (2018)
- I'm Not Afraid (2018)
- I'm So Afraid (2018)
- Nar_C (2019)
- Loved You Better (2019)

### Vidéos Musicales
- Neverland (2018)
- I'm Not Afraid (2018)
- I'm So Afraid (2018)
- Nar_C (2019)
- Loved You Better (2019)

## Prix et nominations
| Année | Nomination | Prix      | Résultat | Réf.  |
| ----- | ---------- | --------- | -------- | ----- |
| 2018  | Holland    | Dazed 100 | Lauréat  | [ 7 ] |

## Filmographie

### Web séries
- 2022 : Ocean Like Me : Tommy[8]